# Ilia (Hunedoara)
Ilia (deutsch Elienmarkt, ungarisch Marosillye) ist eine Gemeinde im Kreis Hunedoara in der Region Siebenbürgen in Rumänien.
Ilia ist auch unter den deutschen Bezeichnungen Hielen und Illiendorf und der ungarischen Magyarillye bekannt.

## Geographische Lage

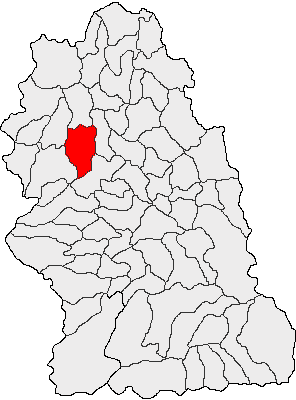
Lage der Gemeinde Ilia im Kreis Hunedoara

Die Gemeinde Ilia liegt im Südwesten Siebenbürgens, südwestlich des Siebenbürgischen Erzgebirges (Munții Metaliferi) und nördlich des Poiana-Ruscă-Gebirges. Am rechten Ufer des Flusses Mureș (Mieresch) gelegen, befindet sich der Ort an der Europastraße 68 und der Bahnstrecke Arad–Alba Iulia. Von hier aus gibt es eine Zugverbindung nach Lugoj ins Banat. Die Kreishauptstadt Deva (Diemrich) ist ca. 25 Kilometer östlich von Ilia entfernt.
Bei Ilia überquert die E 68 den Fluss Mureș und ca. 3 Kilometer südöstlich davon entfernt, endet – bei Săcămaș – die Europastraße 673 von Lugoj (Kreis Timiș).

## Geschichte
Der Ort wurde 1248 erstmals urkundlich erwähnt. Die Geschichte der Besiedlung der Region reicht jedoch deutlich weiter zurück. Ein Fund auf dem Gebiet der Gemeinde wird – nach Angaben von A. Koch (1876), C. Gooss und anderen – dem Neolithikum zugeordnet; es befindet sich im Museum von Hermannstadt. Anfang des 16. Jahrhunderts war hier eine Burganlage – ein Zentrum feudaler Zentralgewalt – der Familie Báthory. István Báthori schenkte diese seinem Privatsekretär Farkas Bethlen, dem Vater des späteren Fürsten Gábor Bethlen.
Ilia (Marosillye) war Verwaltungssitz im gleichnamigen Stuhlbezirk des historischen Komitat Hunyad (ungarisch Hunyad vármegye).

## Bevölkerung
Die Bevölkerung der Gemeinde entwickelte sich wie folgt:
| 1850 | 3924 | 3605 | 184 | 15  | 120          |
| 1900 | 5394 | 4724 | 550 | 108 | 12           |
| 1956 | 5149 | 4922 | 140 | 21  | 66           |
| 1992 | 4198 | 4147 | 35  | 11  | 5            |
| 2002 | 4022 | 3970 | 33  | 5   | 14           |
| 2021 | 3144 | 2780 | 7   | 2   | 355 (2 Roma) |

Seit 1850 wurde auf dem Gebiet der heutigen Gemeinde die höchste Einwohnerzahl (5904) 1910 ermittelt. Die höchste Bevölkerungszahl der Rumänen (5300) wurde 1966, die der Deutschen 1900, der Ungarn (762) 1910 und die der Roma (205) 1930 registriert. Des Weiteren bekannten sich einige Einwohner als Ukrainer (höchste Einwohnerzahl je 4 in den Jahren 1956 und 1966), als Serben (höchste Einwohnerzahl 4 im Jahr 1890) und bei fast jeder Volkszählung als Slowaken (höchste Einwohnerzahl 4 im Jahr 1930).
Die Hauptbeschäftigung der Bevölkerung sind die Landwirtschaft, die Holzverarbeitung, die Arbeit im Kiestagebau am Fluss Mureș und im Steinbruch.

## Sehenswürdigkeiten
- Das Bethlen-Schloss, mehrmals umgebaut, wurde 1784 von aufständischen Bauern niedergebrannt. Heute dient ein Teil davon als Krankenhaus und steht unter Denkmalschutz.[7]
- Das ländliche Zentrum des Ortes (die Straßen Ştefan cel Mare, Traian und Libertăţii), im 18. und 19. Jahrhundert errichtet, steht unter Denkmalschutz.[7]
- Die Holzkirchen in den eingemeindeten Dörfern Brâznic (Cuvioasa Paraschiva, 1650 errichtet, 1700 umgebaut) und in Bretea Mureșană (Sf. Dumitru, 1653 errichtet) stehen unter Denkmalschutz;[7] die von Bacea steht nicht unter Denkmalschutz.

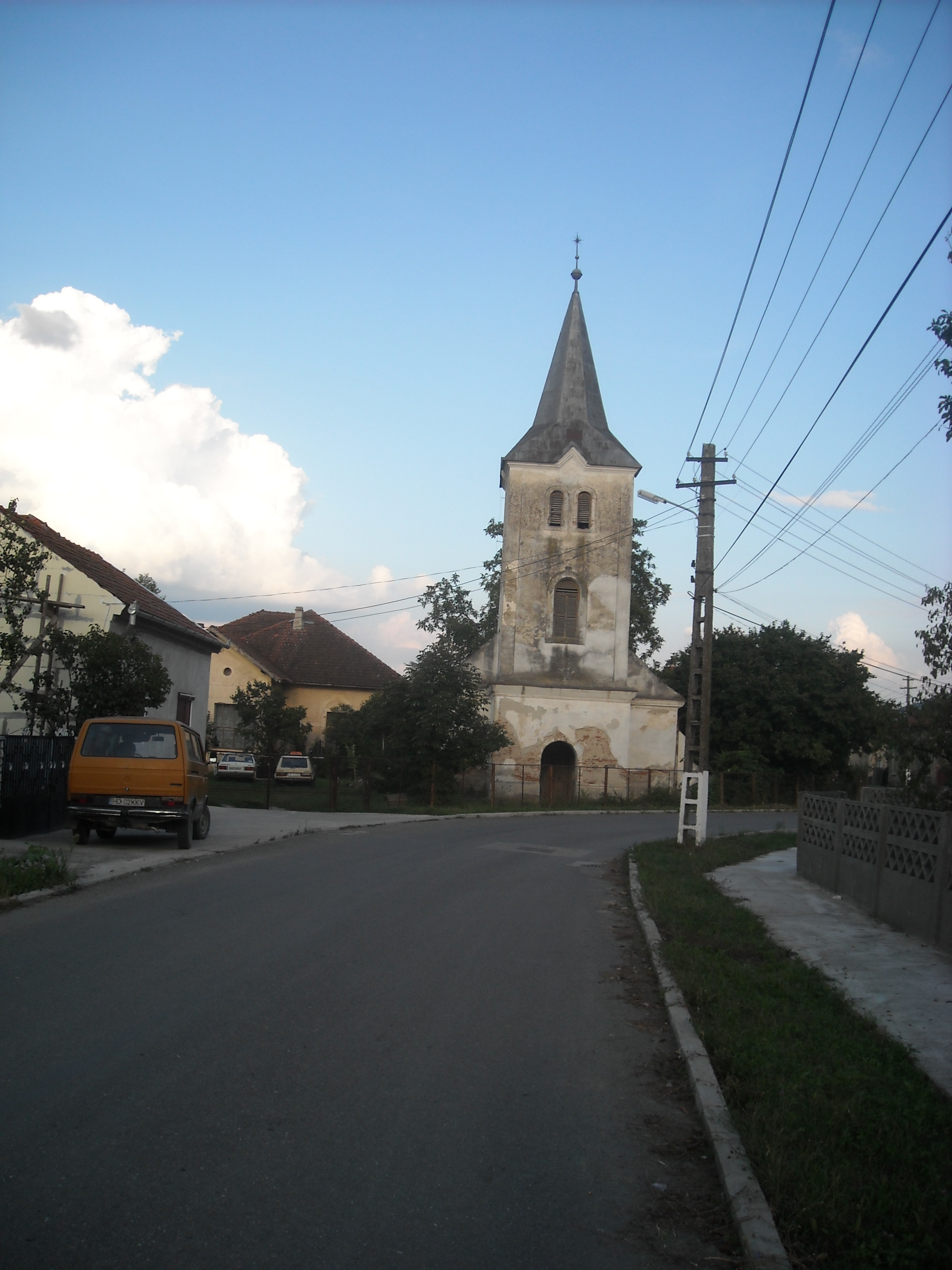
Die römisch-katholische Kirche
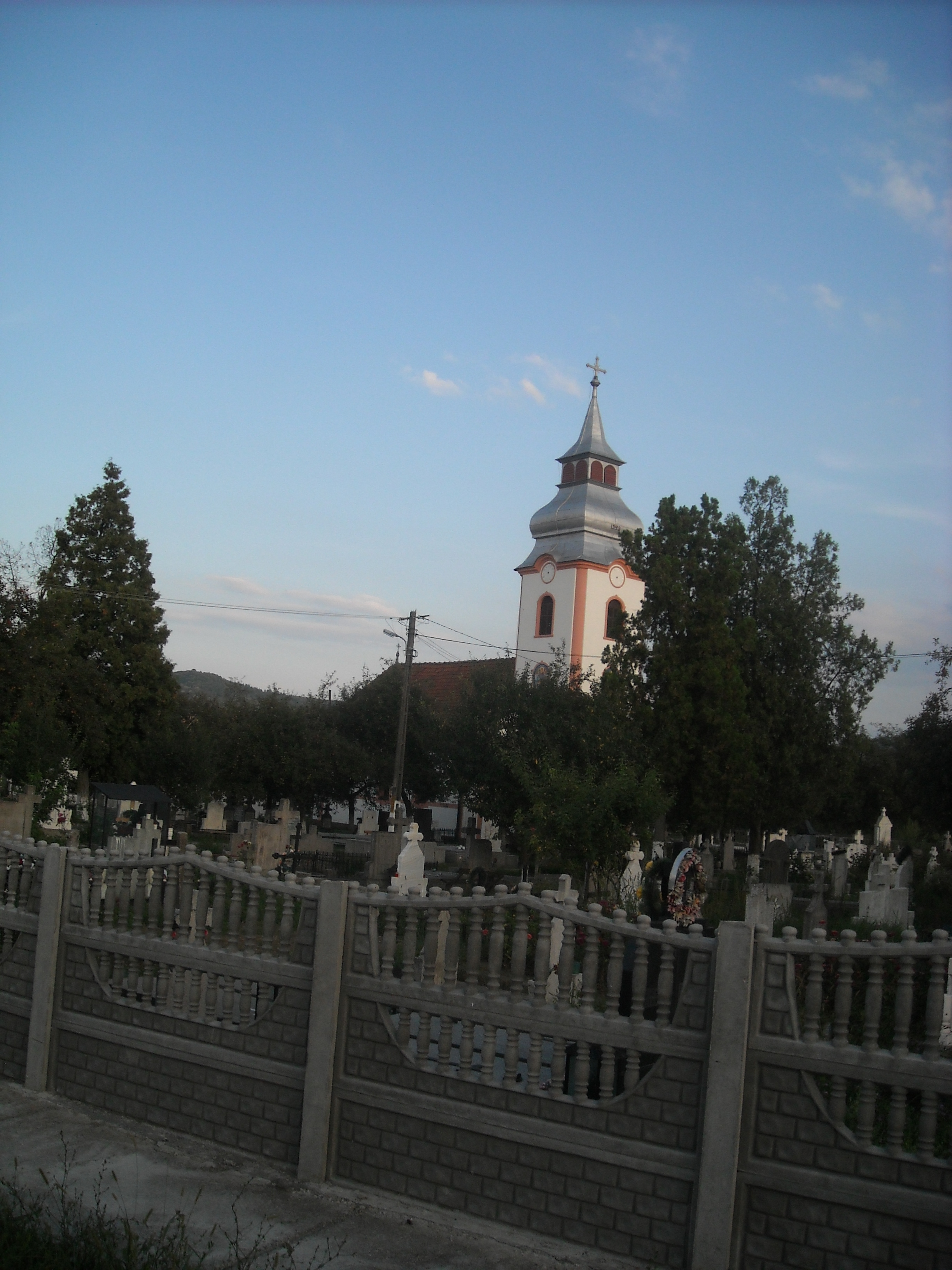
Die orthodoxe Kirche
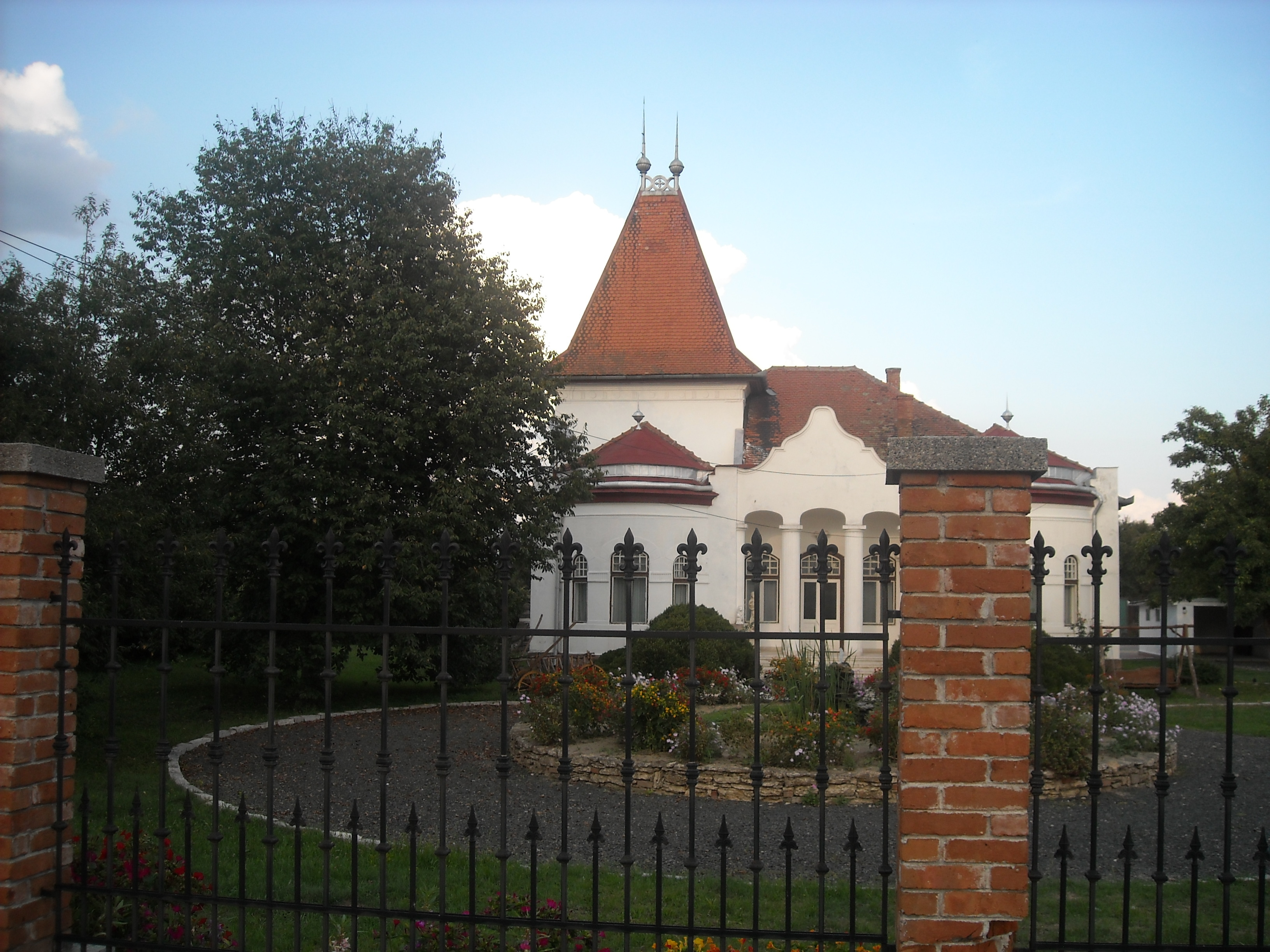
Das Bethlen-Schloss
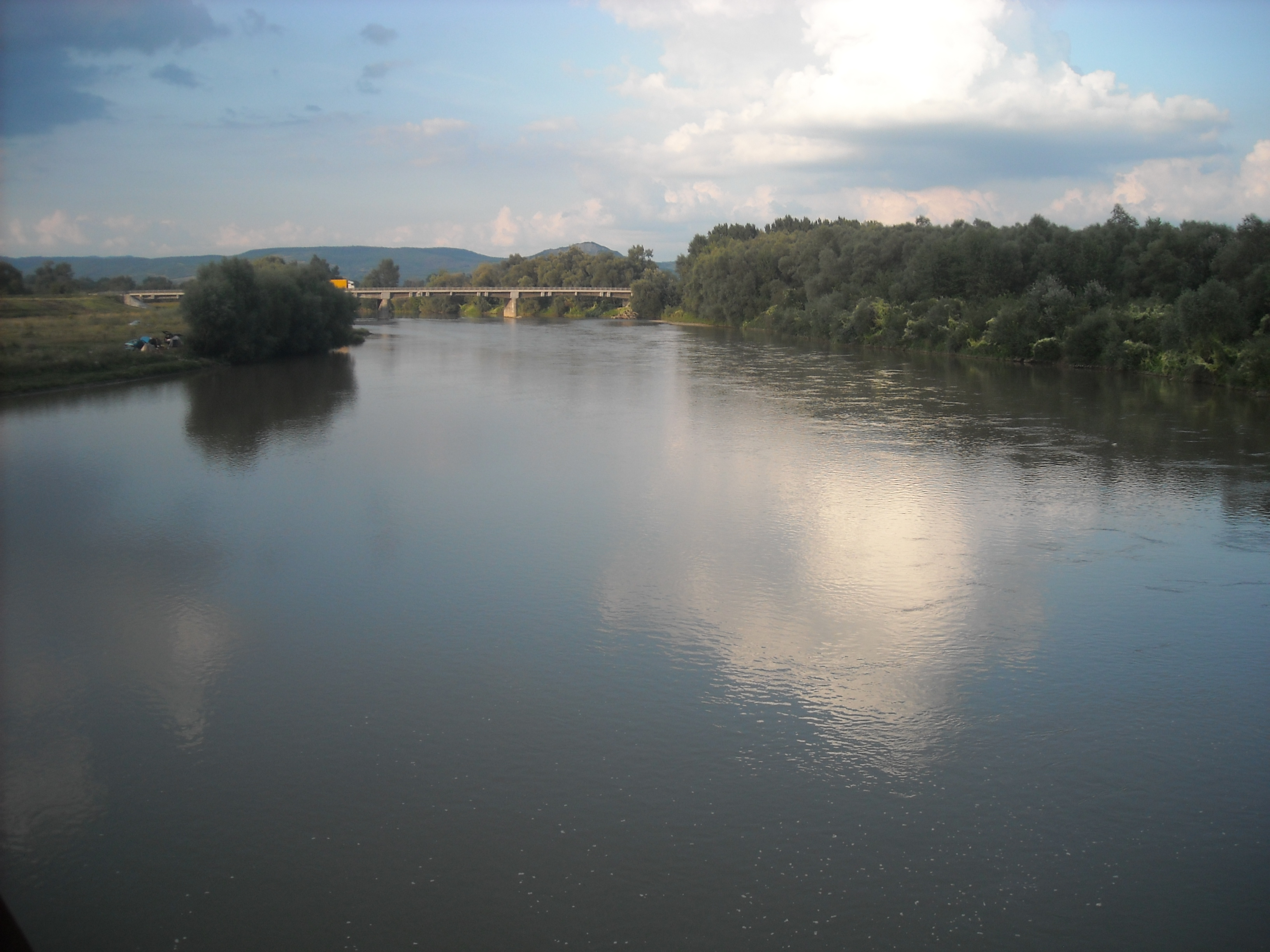
Der Mureș bei Ilia

## Persönlichkeiten
- Gábor Bethlen (1580–1629), war von 1613 bis 1629 Fürst von Siebenbürgen und beteiligte sich 1619–1626 auf der Seite der Protestanten auf dem Gebiet der heutigen Slowakei am Dreißigjährigen Krieg.
- Pompiliu Teodor (1930–2001), Kulturhistoriker und Mitglied der rumänischen Akademie.[8]